# Cái chết và tang lễ của Otto von Habsburg

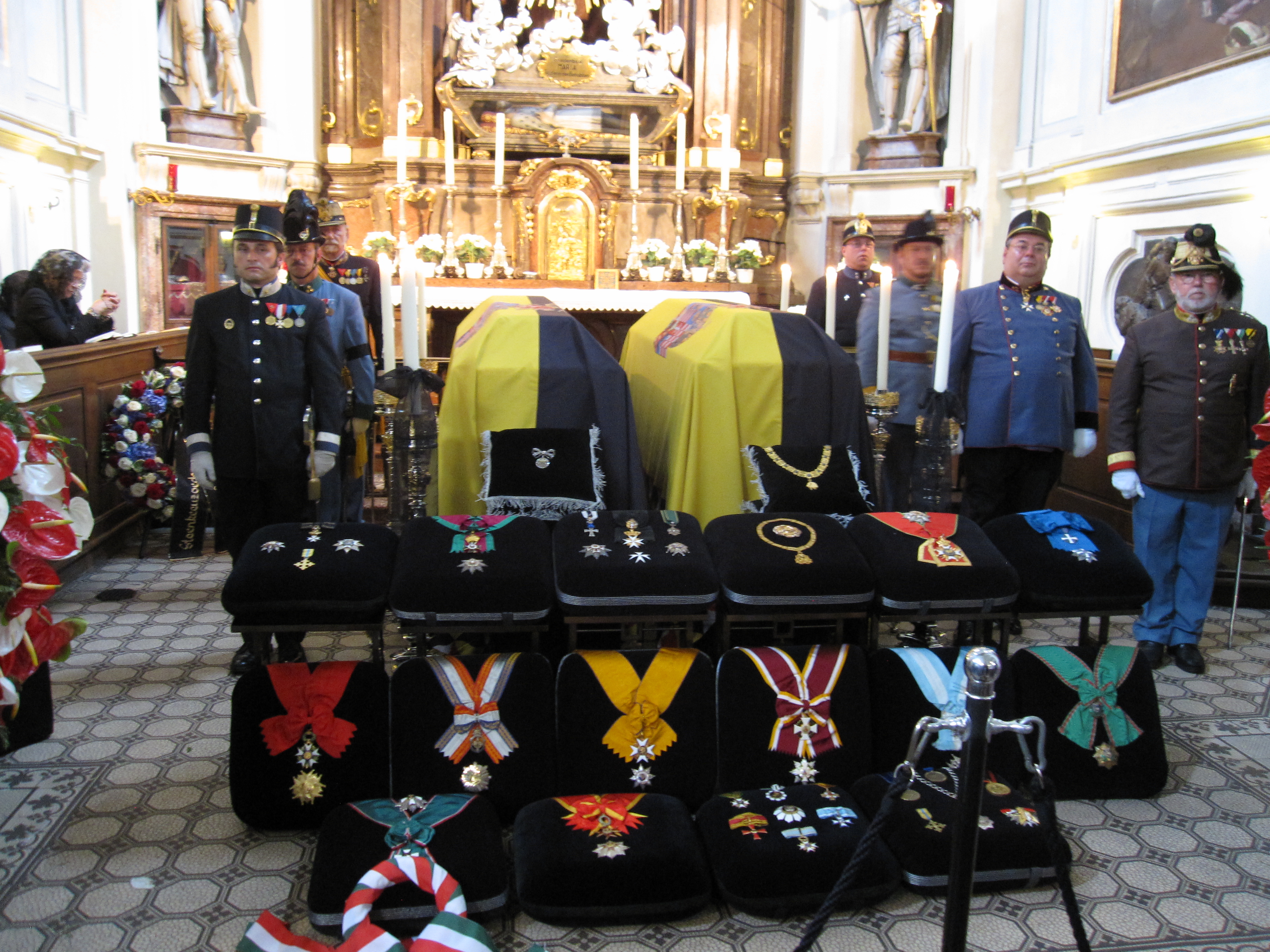
Hoàng tử Otto của Áo và vợ là Công chúa Regina của Saxe-Meiningen đang yên nghỉ trong nhà thờ Capuchin, Vienna, treo cờ Habsburg. Các phù hiệu của các huân chương và trang trí khác nhau được tích lũy bởi Habsburg đang được trưng bày. Đội vệ binh danh dự mặc đồng phục Áo-Hung.

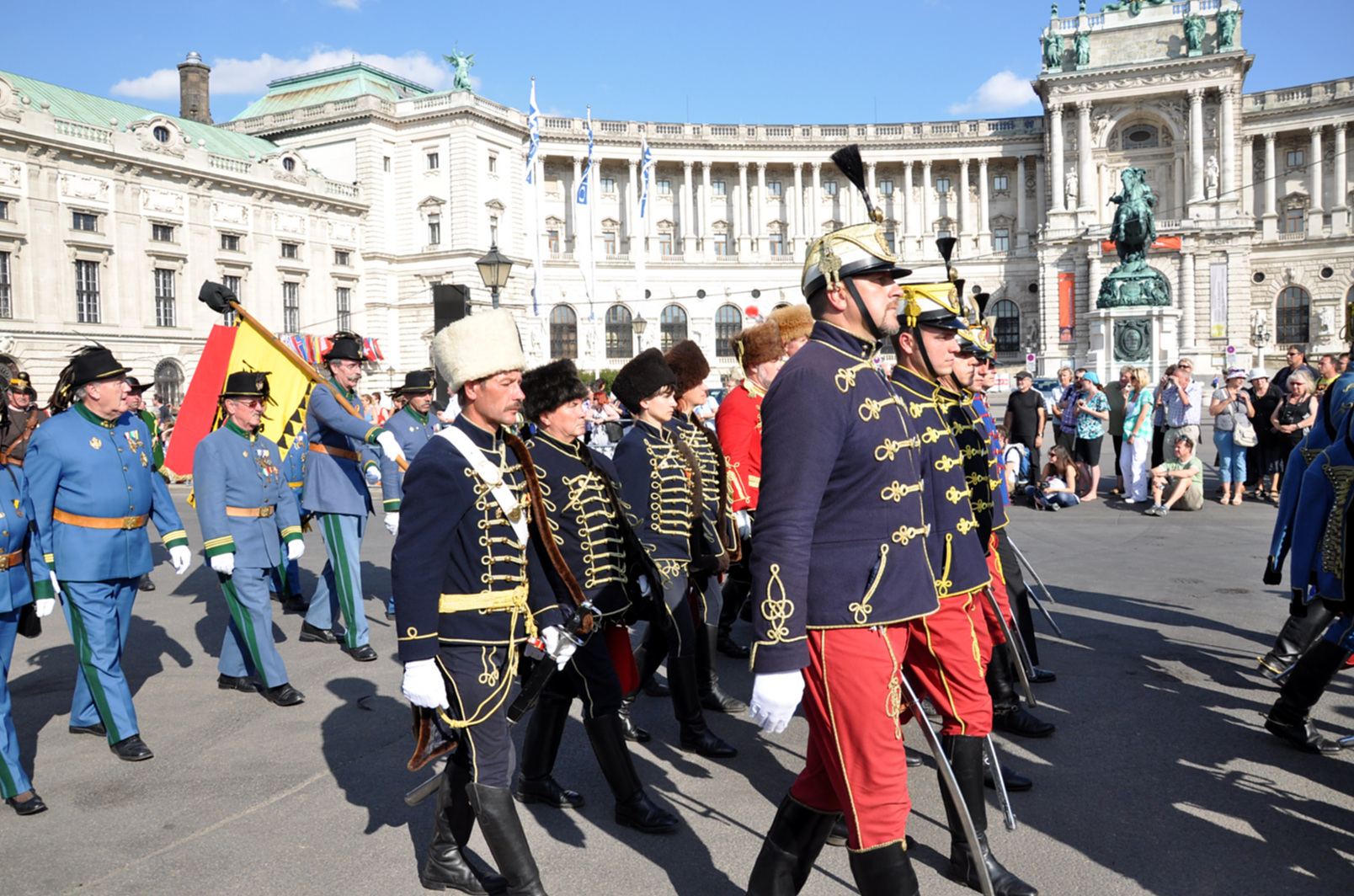
Đám tang đi qua Heldenplatz (đồng phục: Hussars Áo-Hung và Súng trường Hoàng gia)

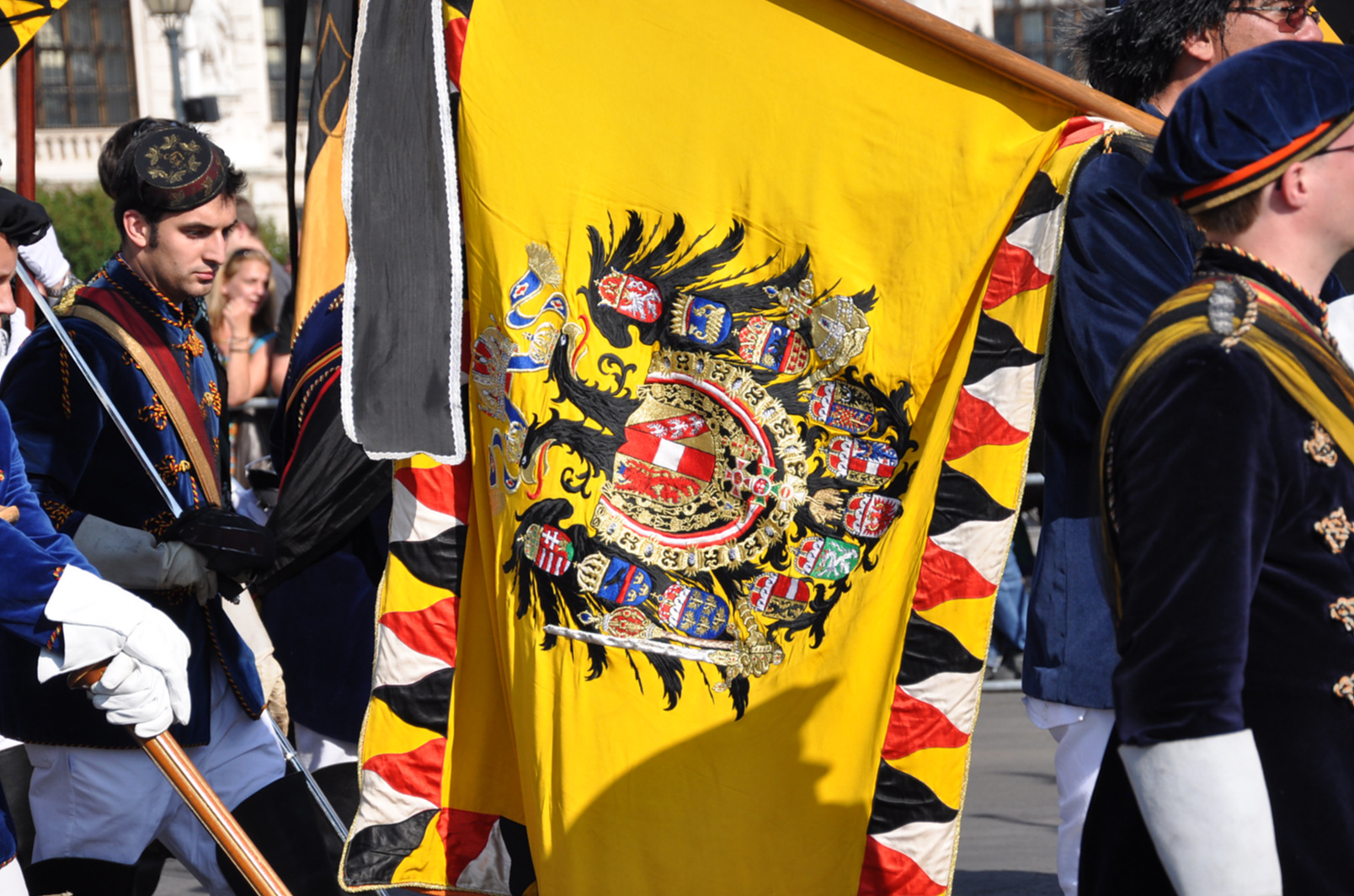
Biểu ngữ hiển thị Huy hiệu Hoàng gia & Hoàng tộc, với các biểu ngữ của Kronländer

Vào ngày 4 tháng 7 năm 2011, Otto von Habsburg, còn được gọi là Otto của Áo, nguyên trưởng tộc của Gia tộc Habsburg và Sovereign của Order of the Golden Fleece (1922-2007) và cựu Thái tử (1916-1918) và, bằng cách giả vờ, Hoàng đế-Vua (từ 1922), của Áo-Hung chính thức, của Áo, Hungary và Bohemia, của Dalmatia, Croatia, Slavonia, Galicia, Lodomeria và Illyria, và của Jerusalem, v.v. 98 tuổi.
Ngày hôm sau, thời gian để tang 13 ngày bắt đầu ở một số quốc gia trước đây là một phần của Áo-Hungary. Otto đã được chôn cất trong Lăng mộ Hoàng gia dưới Nhà thờ Capuchin ở Vienna vào ngày 16 tháng 7 và trái tim của anh được chôn cất tại Pannonhalma Archabbey ở Hungary vào ngày 17 tháng 7. Nhiều lễ cầu siêu đã được tổ chức. Nhiều vị chức sắc nước ngoài trong số hoàng gia đang trị vì hoặc cựu vương của vua Carl XVI Gustaf của Thụy Điển, Henri, Đại công tước xứ Luxembourg, Vua Michael I của Romania, Sa hoàng Simeon II của Bulgaria, Hans-Adam II, Thân vương Liechtenstein, và Matthew Festing của Fra Giáo hội đã tổ chức Thánh lễ cầu siêu tại Nhà thờ St. Stephen của Vienna vào ngày 16 tháng 7, do Đức Hồng y Christoph Schönborn chủ trì, sau đó là lễ chôn cất trong Lăng mộ Hoàng gia. Lễ kỷ niệm cũng được tổ chức tại Bavaria.
Đây là nơi chôn cất hoàng gia Habsburg gần đây nhất trong Lăng mộ Hoàng gia, sau một nghi lễ hàng thế kỷ, nơi 145 thành viên khác của Nhà Habsburg, trong số đó có nhiều Hoàng đế La Mã và Hoàng đế Áo, đã được chôn từ năm 1633.
Khoảng 1.000 khách mời và 100.000 thành viên của công chúng đã tham dự lễ tang ở Vienna, được truyền hình Áo truyền hình trực tiếp. Một đám tang dài hơn một km đã đưa quan tài của Otto từ Nhà thờ St. Stephen đến Hầm mộ Hoàng gia. Các nghi lễ đã dẫn đến một phần lớn của trung tâm Vienna bị đóng cửa vì giao thông công cộng.
Tang lễ được mô tả là "đám tang cuối cùng của Hoàng đế" diễn ra tại Vienna.

## Liên kế ngoài
- Chương trình chính thức
- Hình ảnh kỷ niệm tang lễ được công bố bởi House of Habsburg
- Chết Kapuzinergruft. Ruhestätte des Hauses Habsburg - Tổng giáo phận Vienna
- HIRH Archduke Otto von Habsburg: Thánh lễ an táng tại Nhà thờ St. Stephen ở Vienna, Áo - Phóng viên Hoàng gia